# Aire d'attraction de Saint-Amand-Montrond
L'aire d'attraction de Saint-Amand-Montrond est un zonage d'étude défini par l'Insee pour caractériser l’influence de la commune de Saint-Amand-Montrond sur les communes environnantes. Publiée en octobre 2020, elle se substitue à l'aire urbaine de Saint-Amand-Montrond, qui comportait 22 communes dans le dernier zonage qui remontait à 2010.

## Définition
L'aire d'attraction d'une ville est composée d’un pôle, défini à partir de critères de population et d’emploi ainsi que d’une couronne constituée des communes dont au moins 15 % des actifs travaillent dans le pôle. Le pôle d’attraction constitue ainsi un point de convergence des déplacements domicile-travail,.

## Type et composition
L’aire d'attraction de Saint-Amand-Montrond est une aire inter-régionale qui comporte 36 communes : 33 situées dans le Cher et 3 dans l'Allier (Braize, Lételon et Urçay). 
Elle est catégorisée dans les aires de moins de 50 000 habitants, une catégorie qui regroupe 12,2 % au niveau national.

### Carte

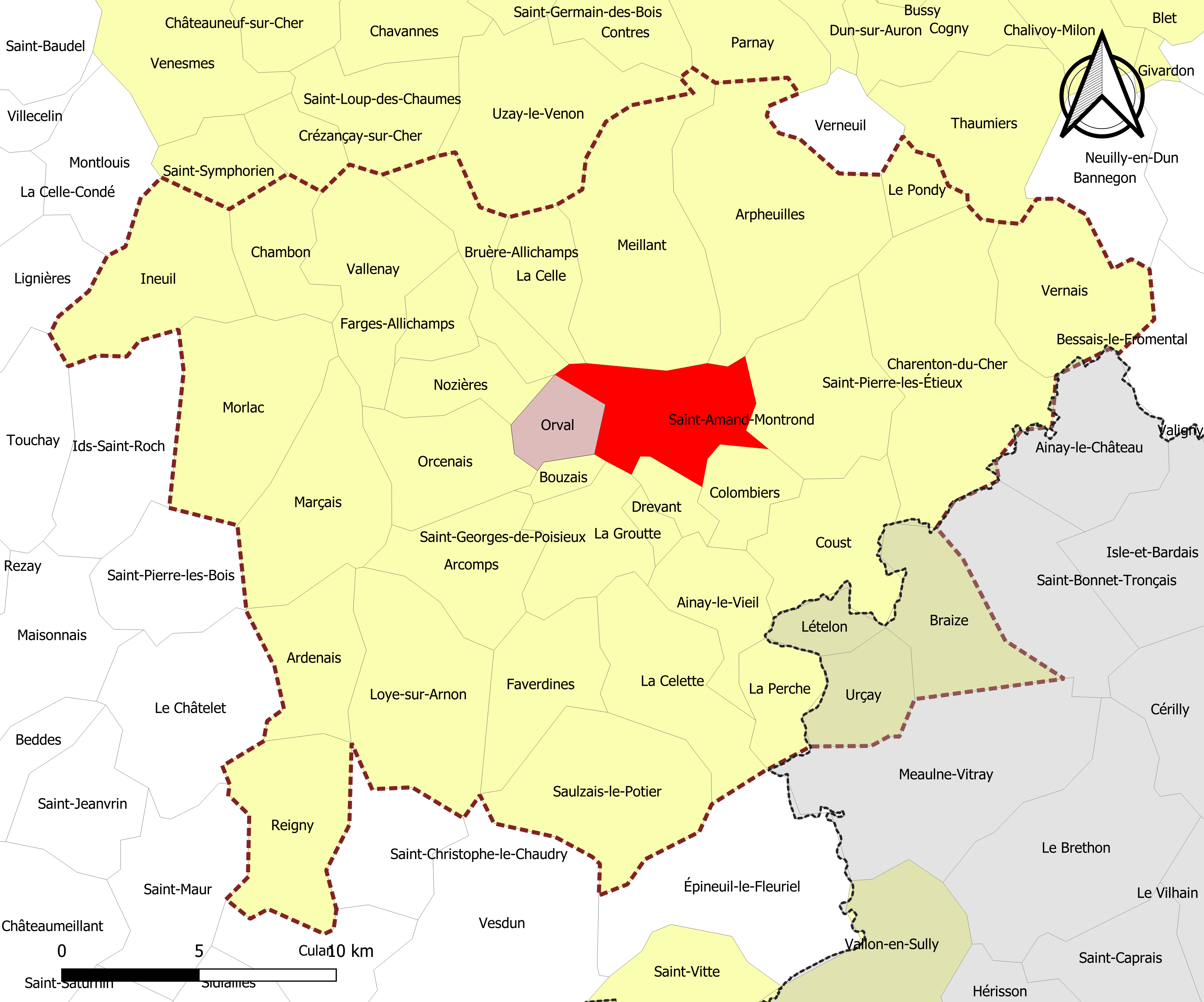
Carte de l'aire d'attraction de Saint-Amand-Montrond.
Commune-centre
Commune du pôle principal
Commune de la couronne

### Composition communale
| Nom                                   | Code Insee | Département | Statut                    | Superficie (km2) | Population (dernière pop. légale) | Densité (hab./km2) | Modifier                                    |
| ------------------------------------- | ---------- | ----------- | ------------------------- | ---------------- | --------------------------------- | ------------------ | ------------------------------------------- |
| Saint-Amand-Montrond (commune-centre) | 18197      | Cher        | commune-centre            | 20,17            | 9 690 (2022)                      | 480                | modifier les données · modifier les données |
| Orval                                 | 18172      | Cher        | commune du pôle principal | 7,65             | 1 637 (2022)                      | 214                | modifier les données · modifier les données |
| Braize                                | 03037      | Allier      | commune de la couronne    | 20,95            | 259 (2022)                        | 12                 | modifier les données · modifier les données |
| Lételon                               | 03143      | Allier      | commune de la couronne    | 6,37             | 91 (2022)                         | 14                 | modifier les données · modifier les données |
| Urçay                                 | 03293      | Allier      | commune de la couronne    | 12,49            | 296 (2022)                        | 24                 | modifier les données · modifier les données |
| Ainay-le-Vieil                        | 18002      | Cher        | commune de la couronne    | 13,77            | 191 (2022)                        | 14                 | modifier les données · modifier les données |
| Arcomps                               | 18009      | Cher        | commune de la couronne    | 20,14            | 269 (2022)                        | 13                 | modifier les données · modifier les données |
| Ardenais                              | 18010      | Cher        | commune de la couronne    | 17,55            | 203 (2022)                        | 12                 | modifier les données · modifier les données |
| Arpheuilles                           | 18013      | Cher        | commune de la couronne    | 48,01            | 301 (2022)                        | 6,3                | modifier les données · modifier les données |
| Bouzais                               | 18034      | Cher        | commune de la couronne    | 3,35             | 285 (2022)                        | 85                 | modifier les données · modifier les données |
| Bruère-Allichamps                     | 18038      | Cher        | commune de la couronne    | 13,90            | 569 (2022)                        | 41                 | modifier les données · modifier les données |
| La Celette                            | 18041      | Cher        | commune de la couronne    | 24,81            | 204 (2022)                        | 8,2                | modifier les données · modifier les données |
| La Celle                              | 18042      | Cher        | commune de la couronne    | 12,80            | 329 (2022)                        | 26                 | modifier les données · modifier les données |
| Chambon                               | 18046      | Cher        | commune de la couronne    | 13,91            | 154 (2022)                        | 11                 | modifier les données · modifier les données |
| Charenton-du-Cher                     | 18052      | Cher        | commune de la couronne    | 47,89            | 999 (2022)                        | 21                 | modifier les données · modifier les données |
| Colombiers                            | 18069      | Cher        | commune de la couronne    | 9,51             | 410 (2022)                        | 43                 | modifier les données · modifier les données |
| Coust                                 | 18076      | Cher        | commune de la couronne    | 21,89            | 430 (2022)                        | 20                 | modifier les données · modifier les données |
| Drevant                               | 18086      | Cher        | commune de la couronne    | 4,84             | 551 (2022)                        | 114                | modifier les données · modifier les données |
| Farges-Allichamps                     | 18091      | Cher        | commune de la couronne    | 8,30             | 255 (2022)                        | 31                 | modifier les données · modifier les données |
| Faverdines                            | 18093      | Cher        | commune de la couronne    | 18,51            | 134 (2022)                        | 7,2                | modifier les données · modifier les données |
| La Groutte                            | 18107      | Cher        | commune de la couronne    | 2,92             | 119 (2022)                        | 41                 | modifier les données · modifier les données |
| Ineuil                                | 18114      | Cher        | commune de la couronne    | 27,48            | 216 (2022)                        | 7,9                | modifier les données · modifier les données |
| Loye-sur-Arnon                        | 18130      | Cher        | commune de la couronne    | 34,15            | 301 (2022)                        | 8,8                | modifier les données · modifier les données |
| Marçais                               | 18136      | Cher        | commune de la couronne    | 29,03            | 305 (2022)                        | 11                 | modifier les données · modifier les données |
| Meillant                              | 18142      | Cher        | commune de la couronne    | 40,60            | 648 (2022)                        | 16                 | modifier les données · modifier les données |
| Morlac                                | 18153      | Cher        | commune de la couronne    | 32,38            | 274 (2022)                        | 8,5                | modifier les données · modifier les données |
| Nozières                              | 18169      | Cher        | commune de la couronne    | 10,35            | 234 (2022)                        | 23                 | modifier les données · modifier les données |
| Orcenais                              | 18171      | Cher        | commune de la couronne    | 18,93            | 242 (2022)                        | 13                 | modifier les données · modifier les données |
| La Perche                             | 18178      | Cher        | commune de la couronne    | 10,45            | 192 (2022)                        | 18                 | modifier les données · modifier les données |
| Le Pondy                              | 18183      | Cher        | commune de la couronne    | 6,63             | 154 (2022)                        | 23                 | modifier les données · modifier les données |
| Reigny                                | 18192      | Cher        | commune de la couronne    | 24,61            | 228 (2022)                        | 9,3                | modifier les données · modifier les données |
| Saint-Georges-de-Poisieux             | 18209      | Cher        | commune de la couronne    | 15,61            | 435 (2022)                        | 28                 | modifier les données · modifier les données |
| Saint-Pierre-les-Étieux               | 18231      | Cher        | commune de la couronne    | 27,34            | 744 (2022)                        | 27                 | modifier les données · modifier les données |
| Saulzais-le-Potier                    | 18245      | Cher        | commune de la couronne    | 32,38            | 476 (2022)                        | 15                 | modifier les données · modifier les données |
| Vallenay                              | 18270      | Cher        | commune de la couronne    | 25,66            | 694 (2022)                        | 27                 | modifier les données · modifier les données |
| Vernais                               | 18276      | Cher        | commune de la couronne    | 25,84            | 184 (2022)                        | 7,1                | modifier les données · modifier les données |